# Biochemia
Biochemia – nauka zajmująca się chemią w organizmach żywych, a w szczególności biosyntezą, strukturą, stężeniem, funkcjami (w tym skutkami niedoboru oraz nadmiaru) i przemianami substancji chemicznych w organizmach (z uwzględnieniem aspektów energetycznych).

## Przedmiot badań
Typowe związki chemiczne będące przedmiotem badań biochemicznych to biopolimery (np. białka (w tym enzymy), polisacharydy i kwasy nukleinowe, tj. RNA i DNA), aminokwasy, węglowodany, lipidy, nukleotydy, hormony i in.
Do dziedzin nauki blisko związanych lub zazębiających się z biochemią należą:
- biologia molekularna
- chemia bioorganiczna
- chemia bionieorganiczna
- chemia medyczna
- chemia leków
- chemia środowiska
- biotechnologia
- cytologia
- biofizyka
- biogeochemia
- cytochemia (chemia komórki)
- histochemia (chemia tkanek)